# Ханйо
Ханйо (яп. 半妖 ханйо) — в японському фольклорі напівдемон. Хан значить «половина», йо — перший ієрогліф слова «йокай» (тобто «демон»).
Як приклад ханйо можна навести Інуясю та Нараку, персонажів аніме- та манґа-серіалу «InuYasha», та Ся Годзьо, персонажа-плейбоя з аніме «Saiyuki». В фольклорі ханйо частіше за все зображуються безпорадними та марними чудовиськами. Люди та демони піддають їх насмішкам та приниженню, оскільки близькі відносини між людиною та йокаєм ті та інші вважають неприпустимими.
Однак є винятки. Так, наприклад, вважалося, що Абе-но Сеймей, відомий оммьодзі (що дуже приблизно можна перекласти як «чаклун») періоду Хейан мав серед своїх пращурів демона-лиса. Хоча навіть такі ханйо були відокремлені від суспільства, оскільки завдяки своєму походженню мали нелюдські сили та вміли користуватися магією.
| Прапор Японії | Це незавершена стаття про Японію. Ви можете допомогти проєкту, виправивши або дописавши її. |